# Rudnea (Poliske), Korosten
Rudnea (în ucraineană Рудня) este un sat în comuna Poliske din raionul Korosten, regiunea Jîtomîr, Ucraina.

## Demografie
Componența lingvistică a localității Rudnea
     Ucraineană (99,03%)
     Alte limbi (0,97%)
Conform recensământului din 2001, majoritatea populației localității Rudnea era vorbitoare de ucraineană (99,03%), existând în minoritate și vorbitori de alte limbi.